# Baka Woodchuck
Baka Woodchuck (Nokemes Agaskw na jeziku Abenaki-Penobscot); Nuhkomoss Munimqehs na jeziku Maliseet-Passamaquoddy; Grandmother Woodchuck), Kod Indijanaca Abenaki, Penobscot, Maliseet i Passamaquoddy Baka Woodchuck mudra je stara baka heroja kulture Glooskapa. U nekim legendama se kaže da ga je odgojila nakon majčine smrti pri porodu, ali u većini predaja Stvoritelj ju je stvorio zasebno, a ona je usvojila Glooskapa kao svog unuka.